# Maurizio Lazzarato
Maurizio Lazzarato, född 1955, är en italiensk sociolog och filosof, bosatt i Paris i Frankrike. På 1970-talet var han aktivist i arbetarrörelsen (Autonomia Operaia) i Italien. Lazzarato var också grundare av och medlem i redaktionen för tidskriften Multitudes. Idag är Lazzarato forskare vid Matisse / CNRS, Université Panthéon-Sorbonne (Universitet Paris I) och medlem av organisationen Collège international de philosophie i Paris.

## Biografi
Lazzarato studerade vid universitetet i Padua under 1970-talet, där han var aktiv i Autonomia Operaia-rörelsen. Han lämnade Italien i slutet av 1970-talet för att gå i exil i Frankrike för att undkomma politiska åtal, men anklagelserna mot honom övergavs på 1990-talet.

## Översikt angående verk
Lazzarato är känd för sin essä "Immaterial Labor" som trycktes i ett samlingsverk bestående av italiensk politisk teori redigerad filosoferna Michael Hardt och Paolo Virno, kallad Radical Thought in Italy (1996). Lazzaratos forskning fokuserar på immateriellt arbete, omvandlingen av lönearbete och kognitiv kapitalism. Lazzarato har också intresserat sig av begreppen biopolitik och bioekonomi. 

## Texter angående skuld
Lazzarato har skrivit två närbesläktade verk om fenomenet skuld, The Making of the Debted Man och Governing by Debt. Båda böckerna har översatts till engelska och publicerades som en del av den så kallade Semiotext(e) Intervention Serien. I båda verken använder Lazzarato kontinental filosofi och ekonomisk data för att kritisera skuld och nyliberalism ur ett vänsterperspektiv. 